# Hugh Neville Dixon
Hugh Neville Dixon, född den 20 april 1861 i Wickham Bishops, död den 9 maj 1944 i Wickham, var en brittisk botaniker, bryolog och upptäcktsresande som arbetade mycket i Indien.
Auktorsnamnet Dixon kan användas för Hugh Neville Dixon i samband med ett vetenskapligt namn inom botaniken; se Wikipediaartiklar som länkar till auktorsnamnet.
|  | Wikispecies har information om Hugh Neville Dixon. |